# Шмихел при Жужемберку
Шмихел при Жужемберку (на словенски: Šmihel pri Žužemberku) е село в Словения, регион Югоизточна Словения, община Жужемберк. Според Националната статистическа служба на Република Словения през 2015 г. селото има 113 жители.